# Premier Range
Premier Range är ett berg i Kanada.   Det ligger i provinsen British Columbia, i den centrala delen av landet, 3 200 km väster om huvudstaden Ottawa. Toppen på Premier Range är 2 290 meter över havet, eller 117 meter över den omgivande terrängen. Bredden vid basen är 0,57 km. Premier Range ingår i Cariboo Mountains.
Terrängen runt Premier Range är bergig. Trakten runt Premier Range är nära nog obefolkad, med mindre än två invånare per kvadratkilometer.. Det finns inga samhällen i närheten. 
Trakten runt Premier Range är permanent täckt av is och snö.